# Katanagatari
Katanagatari (刀語; lit. Estória de Espadas) é uma série de novels escrita por Nisio Isin e ilustrado por Take. A série é publicada pela Kodansha sob a marca Kodansha Box. Uma adaptação para anime por White Fox começou a ser exibida em 26 de Janeiro de 2010 e consistiu em 12 episódios.
A história se passa na Era Edo e o objetivo dos protagonistas é coletar as doze espadas forjadas pelo um lendário ferreiro Shikizaki Kiki.[carece de fontes?]

## Enredo
Katanagatari é a história de Yasuri Shichika, um espadachim que luta sem espada, e Togame, estrategista ambiciosa que visa coletar doze espadas lendárias para o shogunato. Yasuri Shichika é o sétimo mestre do estilo Kyotoryuu, e vive isolado em Fushou com sua irmã, Nanami. A pedido do Togame, Shichika e ela partem em uma viagem através da era Edo do Japão para recolher os doze espadas lendárias. O anime foi exibido pelo período de um ano, sendo um episódio por mês. NIS America anunciou que licenciou a série.[carece de fontes?] Eles lançaram a primeira parte da série, em Blu-ray/DVD em julho de 2011. A segunda parte foi lançado em 20 de setembro de 2011. A série anime foi ao ar mais uma vez em TV Fuji, entre abril e junho de 2013, com uma nova abertura e encerramento.